# Caradrina poeciloides
Caradrina poeciloides là một loài bướm đêm trong họ Noctuidae.